# Sergio Balanzino
Sergio Silvio Balanzino (Bolonha, 20 de junho de 1934 - Roma, 25 de fevereiro de 2018) foi um diplomata italiano.
Ele estudou como Brittingham Foreign Scholar na University of Wisconsin em Madison 1956–1957. Depois de se formar em Direito pela Universidade de Roma La Sapienza, ele ingressou no Serviço de Relações Exteriores da Itália em 1958.
Ele serviu como embaixador italiano no Canadá de maio de 1990 a janeiro de 1994. Em seguida, tornou-se Secretário-Geral Adjunto da OTAN antes de se tornar, por duas vezes, Secretário-Geral interino. Em primeiro lugar, substituindo Manfred Wörner em 13 de agosto de 1994, depois deste ter renunciado nos últimos estágios do câncer. Ele foi então substituído por Willy Claes em 17 de outubro de 1994, que renunciou sob alegadas acusações de corrupção em 20 de outubro de 1995.
Balanzino, que tinha voltado a ser deputado, voltou a assumir as rédeas até ser substituído em 5 de dezembro de 1995 por Javier Solana.
Ele ensinou na primavera no Loyola University Chicago Rome Center.